# Мицик Мирослав Федорович
Миросла́в Фе́дорович Ми́цик (10. 08. 1939, с. Вишнопіль, нині Тальнівського р-ну Черкаської обл. — 25. 03. 1965, там само) — фольклорист, поет, журналіст. Син Федора, брат Вадима Мициків.

## Творча біографія
Навчався у Тальянківському зоотехнікумі (1953–57). У 1957 був учасником 2-ї Республіканської наради збирачів усної народної творчості. Працював у газеті «Победа» (під час служби в армії), 1961–63 — у газетах «Соціалістичні лани» (м. Тальне), «Уманська зоря», «За честь хлібороба» (м. Христинівка Черкаської області). Друкувався у газетах «Літературна Україна», «Молода гвардія», альманасі «Вітрила» (усі — Київ), газеті «Українське життя» (Канада). Записував зразки усної народної творчості від 1949, друкував їх в академічних збірках серії «Українська народна творчість»: «Загадки» (1962), «Колядки та щедрівки» (1963), «Жартівливі пісні» (1967), «Танцювальні пісні», «Прислів'я та приказки» (1963; 1985), «Казки про тварин» (1979), «Соціально-побутова казка» (1987).

## Творчий доробок
Автор поетичних збірок «Пахощі землі» (Тальне, 1992). Упорядкував творчий доробок батька, написав про нього літ.-крит. нарис «Життя — горіння» (К., 2007). Зібрані ним матеріали зберігаються в ІМФЕ НАНУ.